# Bramall Hall
Bramall Hall je převážně tudorovské panské sídlo v Bramhallu v metropolitní oblasti anglického Manchesteru. Budova je dřevěná a její nejstarší části pocházejí ze 14. století, přístavby jsou z 16. a 19. století. Dům funguje jako muzeum a jeho 70 akrový (asi 30 hektarů velký) park zvaný Bramhall Park je přístupný veřejnosti.
Panství Bramall se poprvé zmiňuje v soupisu Domesday Book z roku 1086, kdy jej vlastnil rod Masseyů. Od konce 14. století jej vlastnili Davenportové, kteří postavili současný dům a sídlili zde přibližně 500 let. V roce 1877 prodali panství o rozloze téměř 2000 akrů společnosti Manchester Freeholders' Company, která byla založena za účelem využití potenciálu panství pro výstavbu obytných domů. Sídlo a zbytek parku o rozloze více než 50 akrů pak firma prodala rodině úspěšných průmyslníků Nevillů. V roce 1925 dům koupil John Henry Davies a v roce 1935 jej získala městská rada Hazel Grove a Bramhallu. Po reorganizaci místní samosprávy v roce 1974 je nyní Bramall Hall ve vlastnictví Metropolitní rady města Stockportu, která ji popisuje jako „nejprestižnější a historicky nejvýznamnější budovu v památkové zóně.“

## Historie

Erb Davenportů

### Raná historie

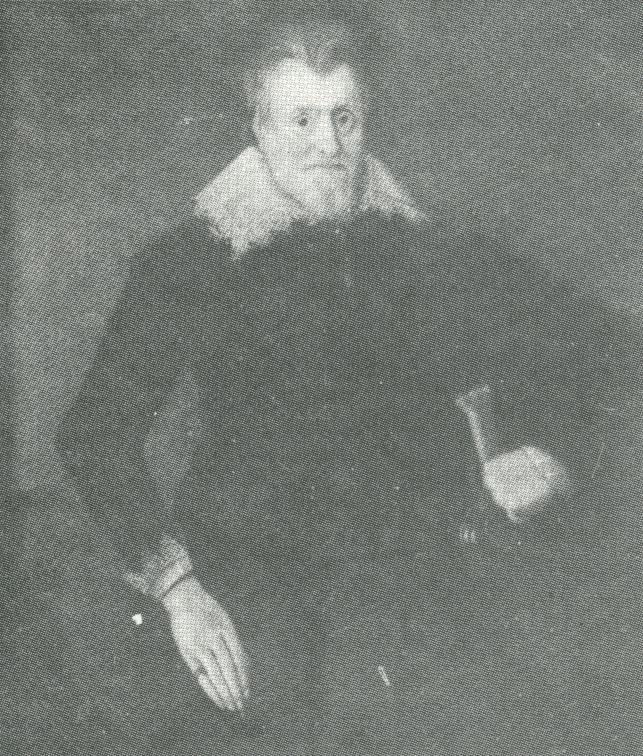
William Davenport V. v roce 1627

Název Bramall znamená „místo, kde roste janovec“ a je odvozen ze staroanglického podstatného jména brōm, janovec, jenž tu běžně roste, a staroanglického podstatného jména halh, které má několik významů, nejčastěji kout, tajemné místo nebo údolí. Panství Bramall pochází z anglosaského období, kdy tu byly dva samostatné statky vlastněné anglosaskými svobodnými pány Brunem a Hacunem. Panství bylo zpustošeno během vojenské kampaně Viléma Dobyvatele. Poté, co si Vilém podrobil severozápad Anglie, byla půda rozdělena mezi jeho stoupence a Bramall byl kolem roku 1070 dán Hamonu de Massey.
Nejstarší zmínka o Bramallu, tehdy psanému Bramale, je v Domesday Book, kdy bylo panství součástí setniny Hamestan v Cheshiru. Spolu s Cheadle a Norbury byl Bramall jedním ze tří míst popsaných v Domesday Book, která leží v dnešním metropolitním obvodu Stockport. Zatímco před rokem 1066 měl hodnotu 32 šilinků, v roce 1086 už jen 5 šilinků.
V první polovině 12. století přešlo panství z rukou druhého barona z Dunham Massey na Matthewa de Bromale. Podle historičky Deanové Matthewův otec nejspíš založit rod de Bromale, který se pojmenoval podle panství a mohl být příbuzným nebo následovníkem rodu de Massey. Rod de Bromale držel panství až do roku 1370, kdy se Alice de Bromale provdala za Johna de Davenport, a panství se tak dostalo do držení rodu Davenportů, který je měl až do konce 19. století.

### Davenportové

#### První Davenportové

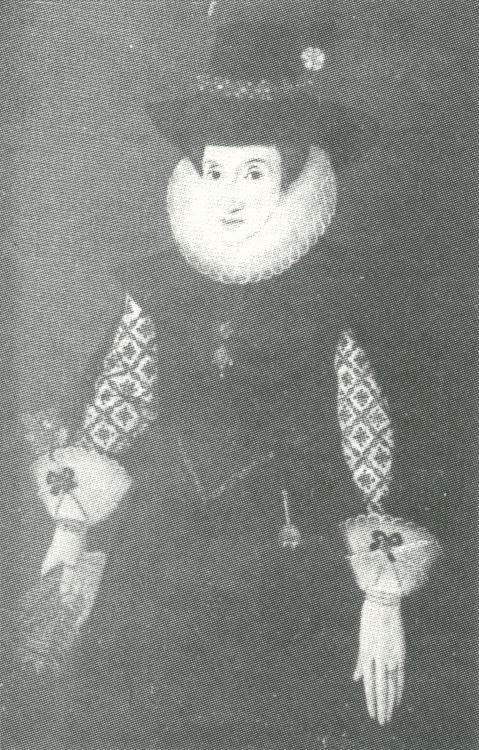
Dorothy Davenportová v roce 1627 ve věku 66 let

Davenportové byli významnou rodinou vlastníků půdy v severozápadní Anglii, jejíž předky lze vystopovat až do doby normanského záboru. Orm de Davenport žil poblíž dnešního Martonu a jeho jméno pochází z normanského francouzského Dauen-port, což znamená „město na tekoucím potoce“ a vztahuje se k jeho domovu na řece Danė. V roce 1160 rod získal dohled nad královským Macclesfieldským lesem a na počátku 13. století se Vivian Davenport stal jeho velkým seržantem. Rod má jako klenot nad svým znakem hlavu zločince s provazem kolem krku, což prý představovalo jeho moc nad životem a smrtí v tomto období. Davenportové získali sňatkem pozemky po celé oblasti, zejména ve Wheltroughu, Henbury, Woodfordu a naposledy v Bramhallu.
Davenportové drželi panství přibližně 500 let a je pravděpodobné, že po svém nástupu postavili současný dům. První William (Vilém) Davenport byl pánem panství v letech 1478 až 1528 a jedním z prvních doložených správců školy Macclesfield Grammar School, dnešní King's School v Macclesfieldu. Je možné, že se významně účastnil závěrečné bitvy války růží u Bosworthu, a tím pomohl získat korunu Jindřichovi VII., který ho odměnil důchodem 20 marek ročně (marka tehdy označovala hodnotu 160 pencí) vypláceným po celý život. Podle historičky Eveline Barbary Deanové asi právě za Williama I. poničil Bramall muž jménem Randle Hassall, který zničil všech devět domů (nebo jen některé z nich) a ukradl dřevo. To podporuje teorii, že Bramall byl přestavěn a starší budovy byly zcela nebo zčásti nahrazeny.
William Davenport III., který nastoupil po svém otci Williamovi II. v roce 1541, se zúčastnil akce, která se později začala nazývat Rough Wooing, drsné námluvy, což byla řada útoků proti Skotsku nařízených Jindřichem VIII. Za svůj podíl na vypálení Edinburghu v květnu 1544 byl ve Skotsku povýšen do rytířského stavu. William Davenport V. zdědil Bramall v roce 1585 po svém otci Williamovi IV. a žil zde se svou ženou Dorothy více než 50 let. První sňatek v Bramallské kapli byl zaznamenán v roce 1599, a to mezi Williamem (15 let), nejstarším synem Williama V., a Frances Wilbrahamovou (11 let). Dne 22. dubna 1603 byl William Davenport V. povýšen Jakubem I. do rytířského stavu v Newarku (kde král pobýval na své cestě z Edinburghu do Londýna) a později se stal nejvyšším šerifem Cheshire a komisařem setniny Macclesfield. Během jeho působení bylo v budově provedeno mnoho úprav, včetně přístavby místnosti nad Velkým sálem a dlouhé galerie. Vnitřní výzdoba byla rovněž doplněna o nástěnné malby, portréty a další předměty.
William VI. nastoupil po svém otci v roce 1639, krátce před vypuknutím anglické občanské války, a byl roajalistou, i když prý ne příliš oddaným. Mnozí z jeho nájemců se stali parlamentními vojáky a v následujících třech letech ho mnohokrát navštívily oddíly parlamentu, toužící po koních a zbraních a využívající dům k ubytování vojáků. Bramall hostil i roajalistické vojáky, kteří zabavili část Davenportova majetku pro válečné účely. William také byl jednou pokutován částkou 750 liber (v přepočtu 140 000 £ v roce 2023) a vojáci i dále využívali Bramall Hall kvůli jeho výhodné poloze.

#### Pozdní Davenportové

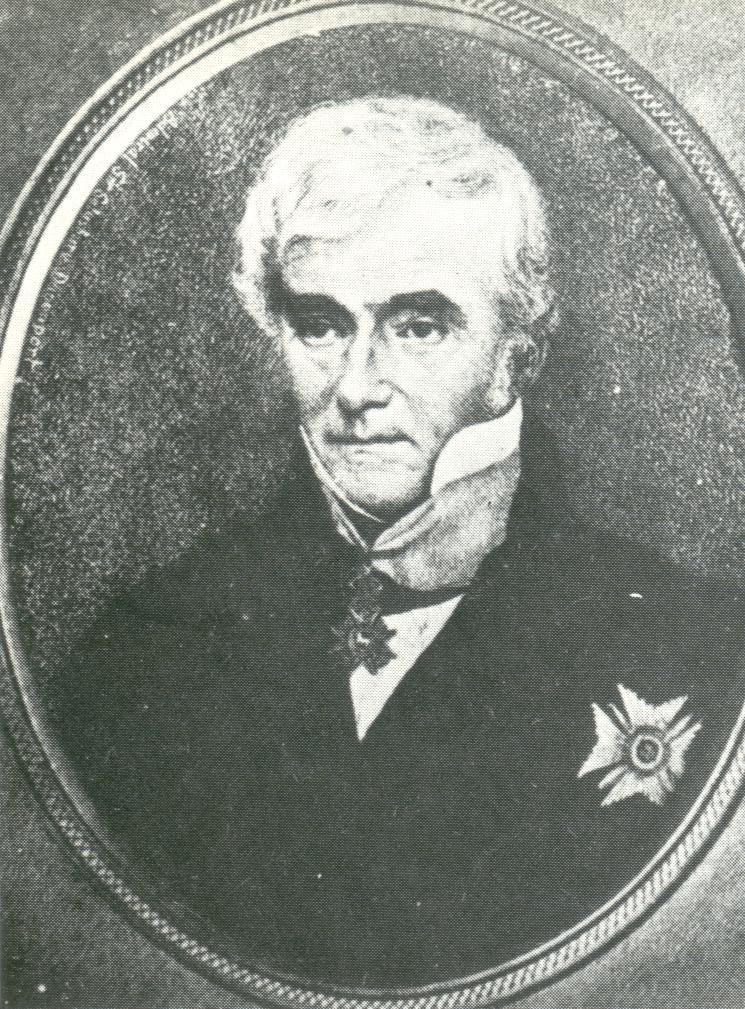
Salusbury Pryce Humphreys, který Bramall Hall vlastnil v letech 1829 až 1844

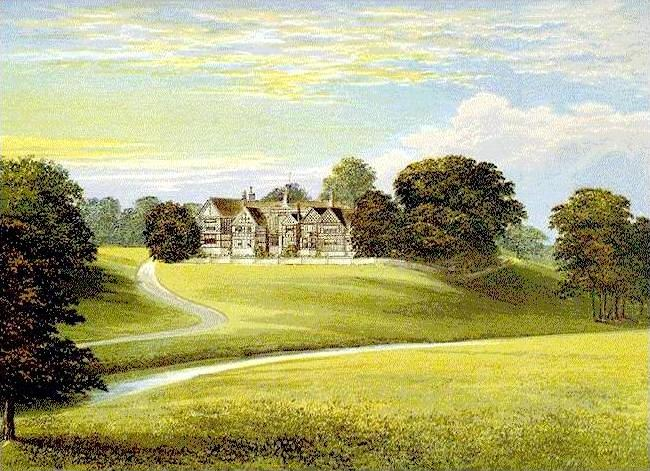
Bramall Hall v roce 1888

Šestého Williama krátce vystřídal jeho syn Peter, po němž následoval jeho syn, opět William. Synem Williama VII. byl William VIII. a soupis majetku pořízený krátce po jeho smrti v roce 1706 ukazuje, že galerie a brána Bramallu ještě stály. Jeho dva nejstarší synové zdědili majetek, ale oba zemřeli mladí a bez dědiců, takže majetek přešel na jejich mladšího bratra Warrena Davenporta. Warren se stal duchovním a během svého působení na Bramallu zřídil poblíž vjezdu do panství školu. Desátý a poslední William Davenport nastoupil po svém otci Warrenovi ve věku čtyř let. Během jeho působení bylo v domě provedeno mnoho změn, včetně zboření brány na straně nádvoří a dlouhé galerie, k čemuž možná došlo proto, že byly považovány za nebezpečné. William neměl žádné syny, a tak panství přešlo na Salusburyho Pryce Humphreyse, muže jeho nemanželské dcery Marie.
Humphreys, námořní kapitán, se oženil s Marií Davenportovou v roce 1810 a žil na Bramall Hallu dlouho předtím, než se stal nástupcem svého tchána. V oblasti Stockportu si získal dobrou pověst, ale po jeho nástupu na panství v roce 1829 došlo ke sporům s dalšími členy rodiny Davenportů, kteří si nárokovali majetek. Edmund Davenport, jenž se hlásil k původu po Thomasi Davenportovi, třetím synovi Petera, neúspěšně napadl dědictví u dvou různých soudů; Edmund byl nakonec uvězněn, protože nezaplatil soudní poplatky. Humphreys byl v roce 1834 za své zásluhy povýšen do rytířského stavu a v roce 1838 si ve snaze pokračovat v davenportovské linii změnil jméno na Davenport. V roce 1841 se s Marií přestěhoval do Cheltenhamu, asi buď proto, že život v Bramallu byl příliš nákladný, nebo kvůli zdravotním problémům. Tam o čtyři roky později zemřel a byl pohřben v Leckhamptonu.
V následujícím desetiletí byl dům pravděpodobně pronajímán, protože Maria Davenportová bydlela jinde. Její nejstarší syn William Davenport se oženil nejprve s Camillou Marií Gattovou, a poté s Dianou Handleyovou, s níž žil v Bramallu čtyři roky, než na něj panství přešlo. Maria se přestěhovala do Londýna, kde žila se svým nejmladším synem Charlesem, a zemřela v roce 1866. Během Williamova působení Bramall mohla navštěvovat veřejnost a v kapli se dál konaly pravidelné bohoslužby. Po jeho smrti v roce 1869 však byl majetek pronajat Wakefieldu Christymu z firmy Christys & Co Hatting, čímž nakrátko vláda Davenportů skončila. Stalo se tak proto, že Williamův syn John byl příliš mladý na to, aby majetek zdědil. Místo Johnova pobytu během Christyho sedmiletého působení není známo, ačkoli v roce 1871 byl zaznamenán jako návštěvník Bramallu a v roce 1874 se stal prvním předsedou Bramhallské školní rady. V roce 1876, krátce před svým návratem do domu, se uvádí jako obyvatel ulice Ack Lane v Bramhallu.

### 20. století

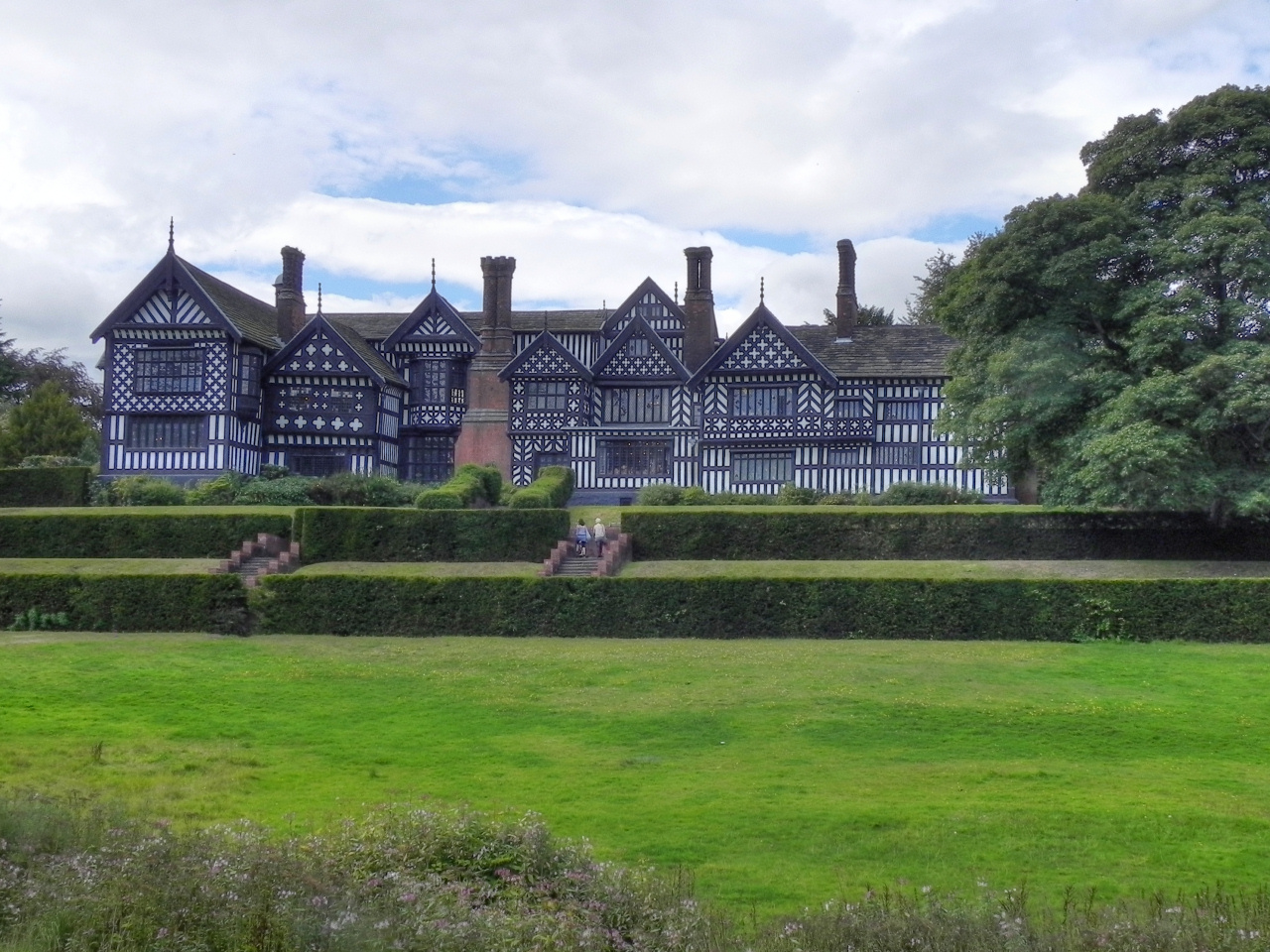
Bramall Hall dnes

John Davenport se vrátil do Bramallu v roce 1876, když mu bylo 25 let, ale 24. ledna 1877 bylo oznámeno, že panství bude prodáno. Nábytek byl vydražen, zatímco samotný dům a zbytek panství Bramall (o celkové rozloze 1 918 akrů, tedy 7,8 km2) byl 3. srpna 1877 prodán manchesterské developerské společnosti Freeholders Company Limited za 200 000 liber (v roce 2023 by to bylo asi 20 milionů liber). Prodej byl snad motivován finančními problémy a osobní nechutí k budově. Ta zůstala prázdná až do roku 1882, kdy ji pro svého syna Charlese koupil Thomas Nevill, místní průmyslník, jehož bohatství pocházelo z potisku kalika. V době, kdy Charles Nevill v domě bydlel, nechal jej pod vedením architekta George Faulknera Armitage podstatně zrestaurovat a přestavět, čímž se interiér stal pohodlnějším a zároveň byla zachována většina vnějších prvků budovy. Byl upraven park okolo sídla, postavena nová stáj i západní domek pro kočího a východní pro zahradníka. Poblíž byla postavena budova Hall Cottage, v níž bydlela rodina Sidebottomových.
Thomas Nevill, Charlesův synovec a adoptivní syn, zdědil panství v roce 1916, ale ve finančních potížích po první světové válce se ho rozhodl prodat. V roce 1923 bylo vydraženo mnoho kusů nábytku, ale o koupi domu nebyl zájem. Během tohoto desetiletí se objevily zvěsti, že Bramall bude rozebrán a převezen do Spojených států; tuto myšlenku možná zpopularizovala autobiografie Kate Douglas Wigginové, která popisovala autorčinu návštěvu Bramallu v roce 1890. V roce 1925 byl dům vydražen s podmínkou, že pokud se nepřihlásí žádný kupec, bude zbourán a materiál rozprodán. Poté se nabídl sousední místní úřad, Stockport County Borough Council, že usedlost odkoupí, ale Nevill jejich nabídku odmítl jako „nepřijatelnou“. Do aukce nepřišly žádné přijatelné nabídky. Nicméně John Henry Davies, prezident Manchesteru United, později nabídl za dům 15 000 liber (v roce 2023 hodnota asi 910 000 liber), a tato nabídka byla přijata. Davies v domě žil až do své smrti v roce 1927 a jeho vdova Amy v něm zůstala až do roku 1935, kdy jej prodala Radě městského obvodu Hazel Grove a Bramhall za 14 360 liber (v roce 2023 by měly hodnotu asi 1 061 000 liber) s tím, že dům a park budou zpřístupněny veřejnosti.
Dům pak byl obýván správcem, ačkoli většina budovy byla přístupná veřejnosti. Dům a pozemky byly využívány k různým akcím, například během vyhlášení Jiřího VI. nástupcem Eduarda VIII. Dům byl v té době spoře zařízen, protože rada si nemohla dovolit koupit mnoho nábytku. Jedním z prvních projektů rady byla obnova kaple, která ke konci 19. století přestala být využívána. Byla obnovena do podoby z časů, kdy Davenportovi v Bramallu pobývali naposledy, a po dokončení prací dne 30. října 1938 byla znovu vysvěcena. V roce 1947 bylo založeno sdružení s názvem Friends of Bramall Hall (Přátelé Bramall Hallu), jehož hlavním cílem je shánět vybavení pro dům, ale také dělat reklamu a pomáhat při údržbě domu a pozemků. V průběhu let bylo do domu vráceno mnoho vybavení, které tam kdysi patřilo, včetně portrétů jeho obyvatel. Usedlost je nyní majetkem Metropolitní rady města Stockportu (SMBC), která ji získala v roce 1974 po reorganizaci místní správy.

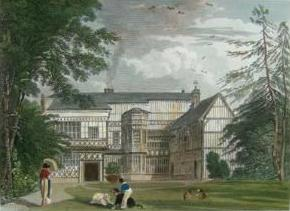
Bramall v roce 1819
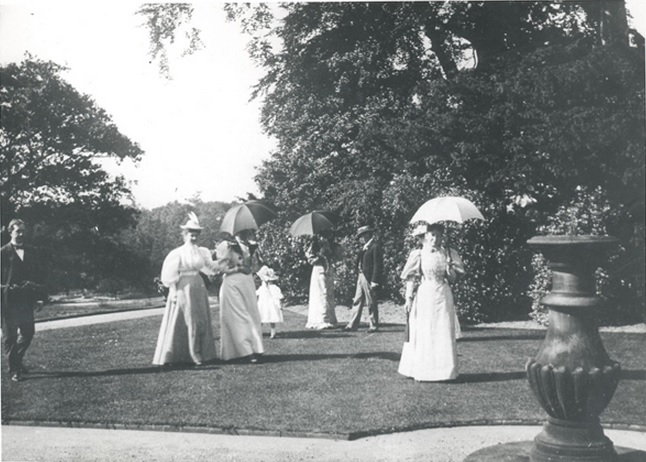
Zahrady Bramallu v roce 1896
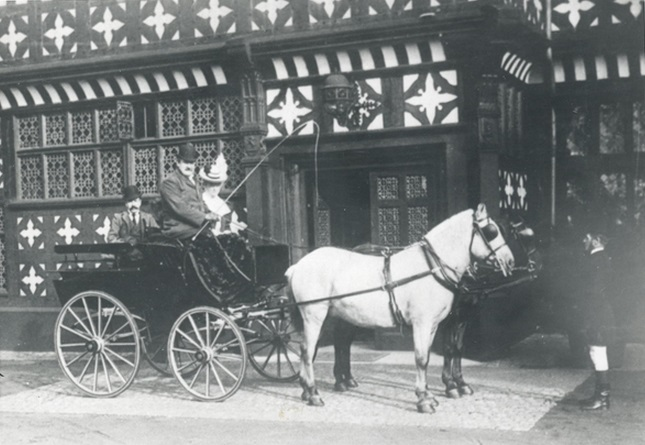
Kůň a kočí na Bramallu v roce 1897
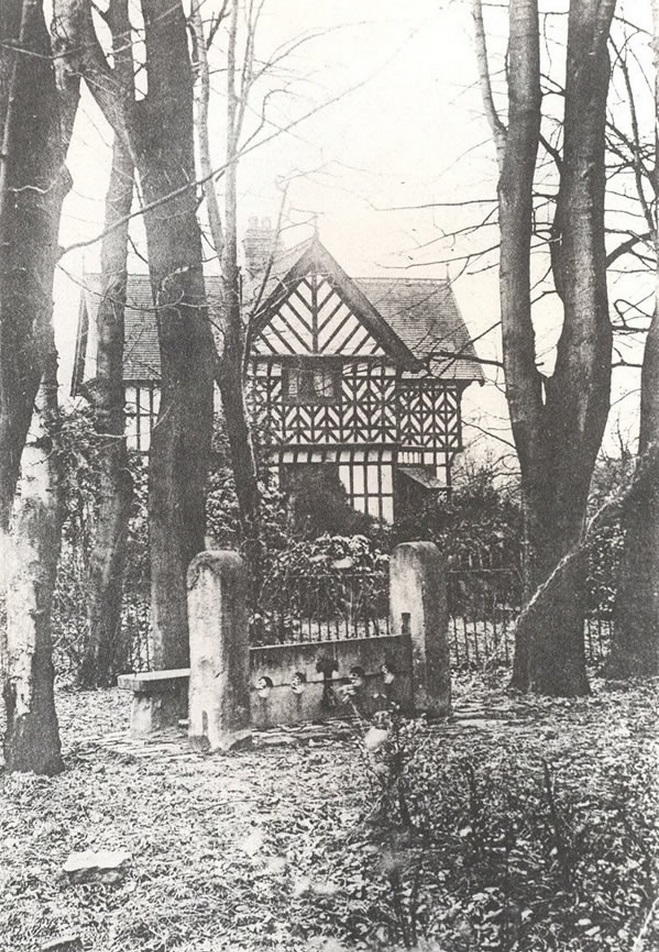
Sýpka na Bramallu
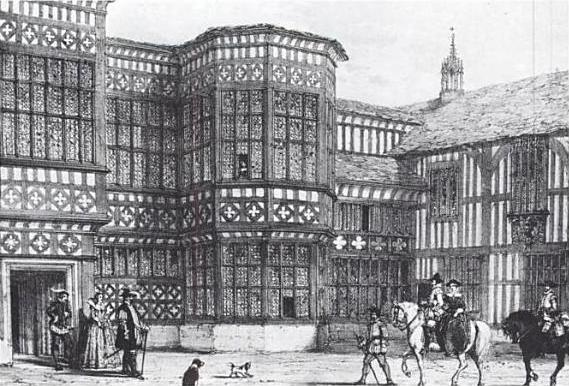
Pohled z 19. století, který představuje nádvoří na počátku 17. století a ukazuje velká arkýřová okna Velkého sálu

### Současnost
Dům a pozemky jsou přístupné veřejnosti a spravuje je společnost SMBC. Návštěvníci se mohou zúčastnit prohlídky s průvodcem nebo si sídlo prohlédnout vlastním tempem. Veřejnost se může volně procházet po areálu. V domě a areálu se po celý rok konají akce a klubová setkání a často jej navštěvují třídy místních škol, aby poznaly život v minulosti. Dům má licenci pro svatební obřady a uzavírání partnerství a byl použit jako kulisa pro televizní seriály a filmy, například Prank Patrol, Cash in the Attic, Coronation Street, The Making of a Lady a Poslední upír.

## Architektura

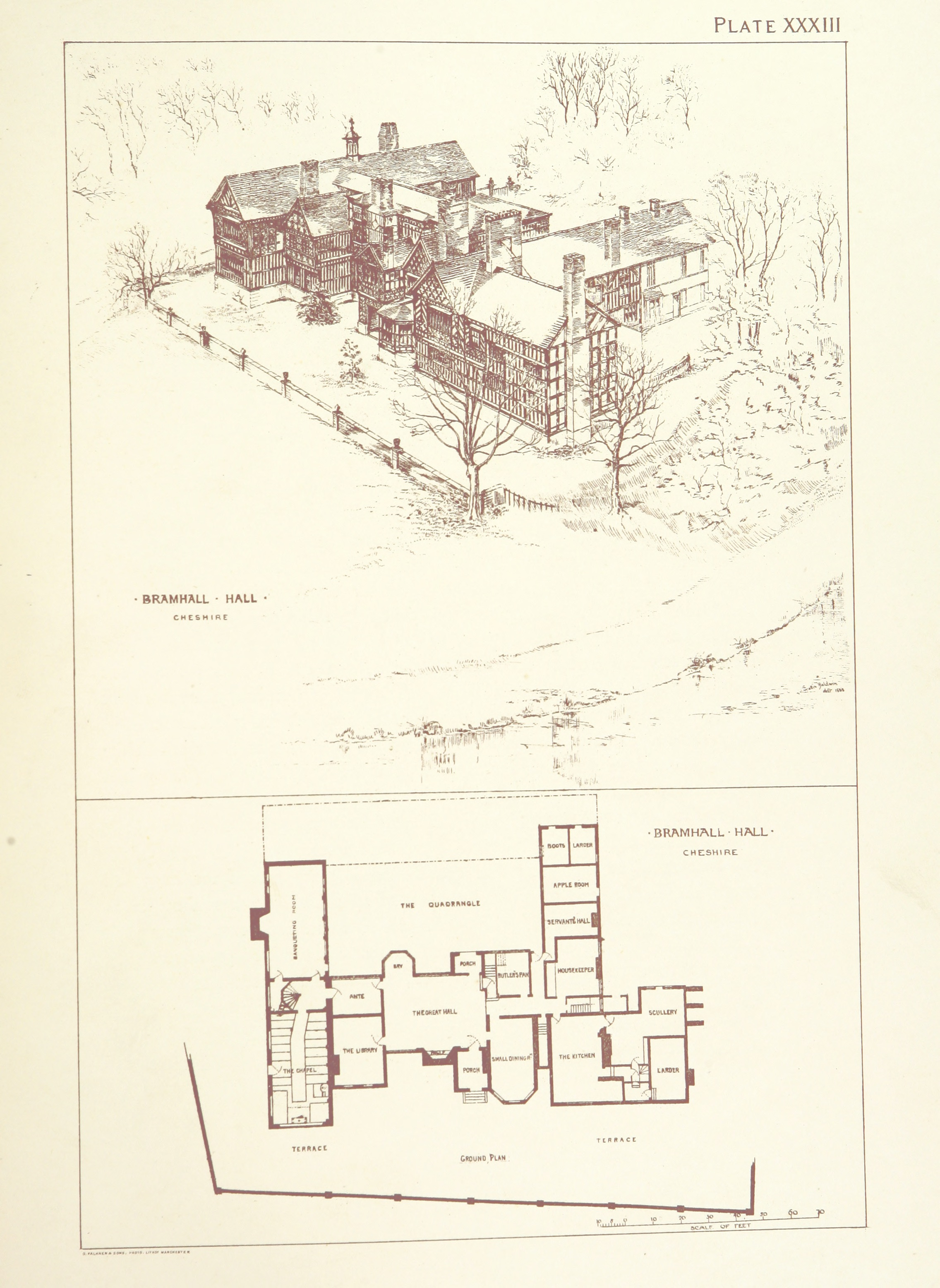
Kresba a plán Bramall Hallu z roku 1884

Osada Bramhall existuje již od anglosaských dob. Podle Alfreda Burtona, který o Bramhallu psal na konci 19. století, se dům nenacházel vždy na současném místě. Tuto teorii odmítl jiný historik, Frederick Moorhouse. Ani pro jednu z těchto teorií neexistují přesvědčivé důkazy. Na jihu a východě od domu jsou údolí potoků. Sídlo je památkově chráněná budova I. stupně, jejíž nejstarší části pocházejí z konce 14. století, pozdější přestavby jsou z 16. a 19. století. Původně se vjíždělo z východní strany – příjezd vedl po trase potoka Ladybrook, pak do kopce ke kapli na jižní straně a z druhé strany na nádvoří. Hlavní vchod se nyní nachází na západní straně nádvoří, protože v roce 1888 došlo k přestavbě příjezdové cesty. Současné uspořádání domu je dobře patrné ze západní strany budovy na nádvoří: vlevo je křídlo služebnictva, uprostřed Velký sál a vpravo Banketní sál. Před 19. stoletím bylo nádvoří uzavřeno branou, která byla někdy v letech 1774 až 1819 zbourána, neboť nebyla ani potřebná, ani módní.
Dům je postaven na kamenných základech a hlavní konstrukce je z dubových trámů, propojených čepovými spoji a dubovými kolíky. Prostory mezi trámy jsou vyplněny dřevěnými trámci nebo laťováním a omítkou. Černobílý vzhled dřevěné rámové konstrukce pochází z tudorovského období, i když některé části byly v pozdějších letech upraveny.

### Přízemí
Velký sál je středem Bramall Hallu. Je to typický středověký velký sál, tedy místnost, kde se vedly obchodní záležitosti domu, panství a jeho vesničanů, a také společná jídelna pro domácnost. Původně se jednalo o jednopatrovou budovu s otevřenou střechou a krbem umístěným uprostřed podlahy. Byla pravděpodobně založena někdy koncem 14. století, kdy se Davenportové ujali panství. Ke konci 16. století byl Velký sál podstatně přestavěn a nad ním vznikla další místnost. Jako třetí patro byla také přistavěna dlouhá galerie (long gallery), jejíž historie je nejistá; v roce 1790 ještě stála, ale před rokem 1819 byla stržena, protože byla považována za nebezpečnou. Podobná galerie v Little Moreton Hall stále stojí, což působí, že se spodní patra prohýbají pod její tíhou. Ve Velkém sále se nachází podobný arkýř s olověnými okny, jaké jsou i jinde v tomto sídle.
Do Malého sálu se vchází z jižní strany Velkého sálu. Jeho stěny jsou obloženy dubovým dřevem a trámy, z nichž je zhotoven strop, jsou zdobeny křížky a růžičkami z viktoriánské doby. Banketní sál na západ od Malého sálu považuje historička Deanová za nejstarší místnost sídla. Její severní stěna je pravděpodobně nejstarší částí domu, protože nebyla renovována jako ostatní zdi na nádvoří. Nevillové tuto místnost využívali jako kulečníkovou hernu. Kaple naproti banketnímu sálu byla až do 19. století jediným místem veřejných bohoslužeb v Bramhallu. Její existence je poprvé zaznamenána k roku 1541, kdy se o ní zmiňuje závěť Williama Davenporta II. V letech 1869 až 1890 byla uzavřena a zchátrala, po odkoupení nemovitosti v roce 1935 ji Rada městského obvodu Hazel Grove a Bramhall obnovila a začaly se zde opět konat bohoslužby. Na severní stěně jsou nezasklená okna, která směřují ke stěně knihovny, což ukazuje, že jižní křídlo bylo kdysi odděleno od Velkého sálu. Na západní stěně je umístěno Desatero přikázání. Pod přikázáními je vidět starší, předreformační pašijová malba. Taková vyobrazení byla během reformace zakázána a zabílena. Teprve ve 20. století se objevily snahy o obnovu pašijových obrazů, ale z této konkrétní malby se mnoho nedochovalo.

### První patro
Taneční sál, známý také jako Horní hodovní sál, má klenutou střechu a podle Deanové pochází pravděpodobně ze 16. století. Obsahuje vzácné nástěnné malby z té doby, včetně jedné, která podle Deanové snad zobrazuje dětskou říkanku „Jezdí kohout na koni“ (Ride a cock horse to Banbury Cross), a jinou na východní stěně, na níž je vyobrazen muž hrající na mandolínu. Nad kaplí se nachází Kaplový sál, známý také jako Pokoj královny Anny, Kněžský pokoj nebo Nevillův pokoj. Původně se jednalo o dvě místnosti, ložnici pro hosty a vestibul, ale koncem 19. století byla téměř zcela přeměněna v jednu větší místnost. Zabedněné dveře vedle krbu byly považovány za tzv. „kněžskou díru“ (priest hole, úkryt pro katolického kněze v dobách pronásledování katolíků), ale pravděpodobněji se jednalo o vstup do prvního patra domu z vnějšího schodiště před přestavbou křídla, asi na konci 16. století nebo na počátku 17. století.
Severně od Kaplové místnosti se nachází Rajský pokoj, jehož název je odvozen od závěsů na posteli, které obsahují vyšívané obrazy Adama a Evy a jejich pádu v ráji, a také od toho, že v tudorovské době se používalo označení „ráj“ pro oblíbenou místnost, často ložnici. Místnost má táflované stěny a po pravé straně je krb a skříň. Naproti je malý výklenek, který byl v novinách z roku 1882 popsán jako „temná chodba, která prý vede někam do neznáma.“ Je možné, že se jednalo o úkryt kněze, který sousedil s kaplí a Kaplovým sálem. Méně romantické vysvětlení je takové, že se mohlo jednat o garderobu nebo záchod. Tato místnost začala být v 19. století spojována se zjeveními duchů a vznikly legendy o tajné chodbě, která vede z místnosti ven nebo do kaple, ačkoli žádná taková chodba neexistuje.
Největší místností v prvním patře je Withdrawing Room, která se nachází nad Velkým sálem. Má propracovaný omítkový strop a na nadpraží nad krbem je vyobrazen erb královny Alžběty I. Vlys sálu Withdrawing Room obsahuje štíty s erby manželských partnerů Davenportů.

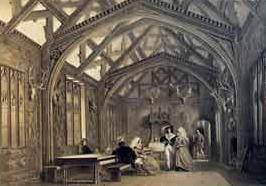
Banketní sál
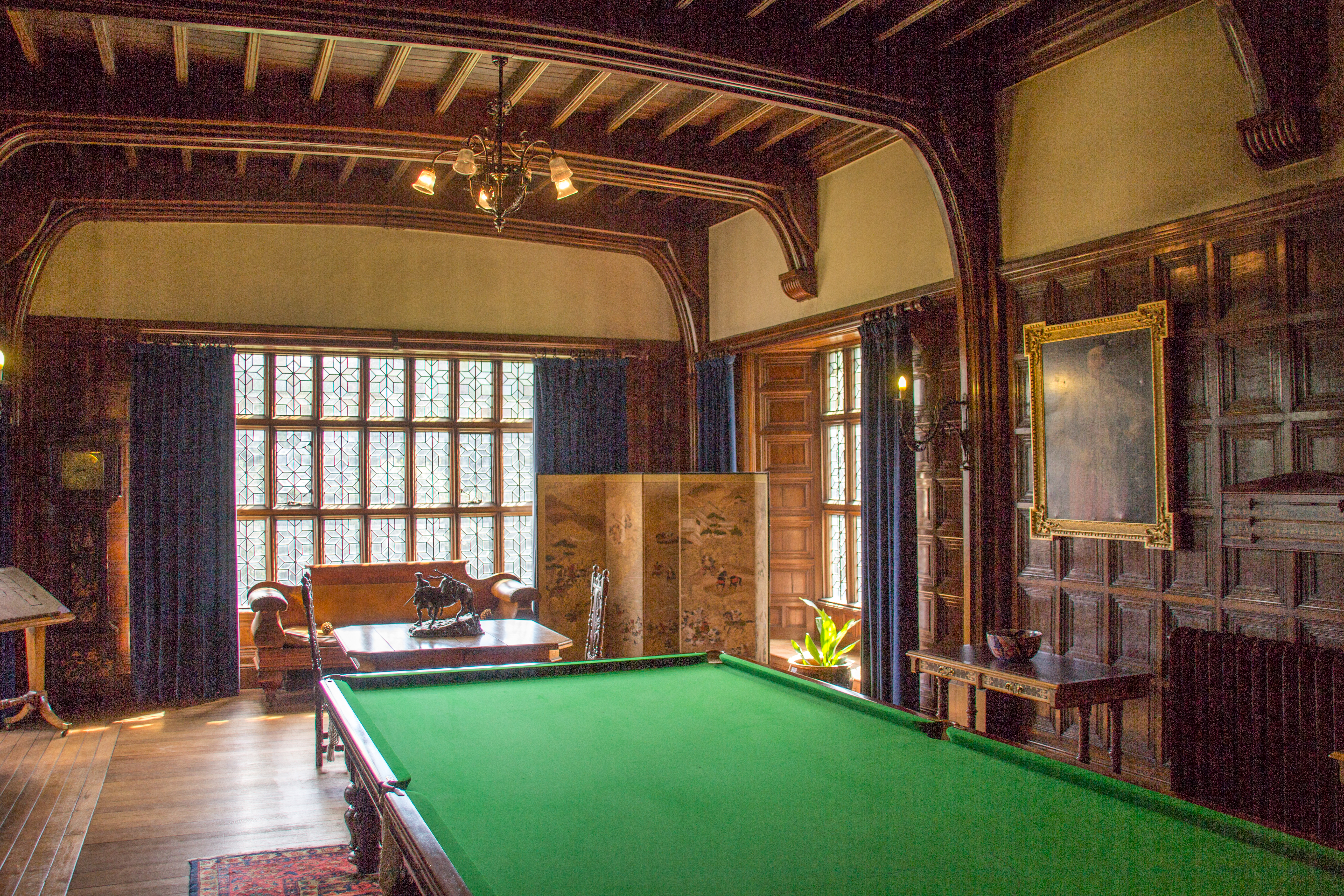
Banketní sál dnes
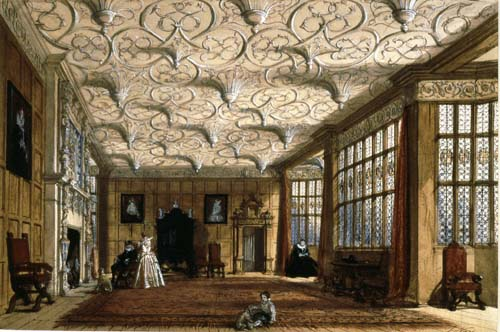
Tzv. Withdrawing Room
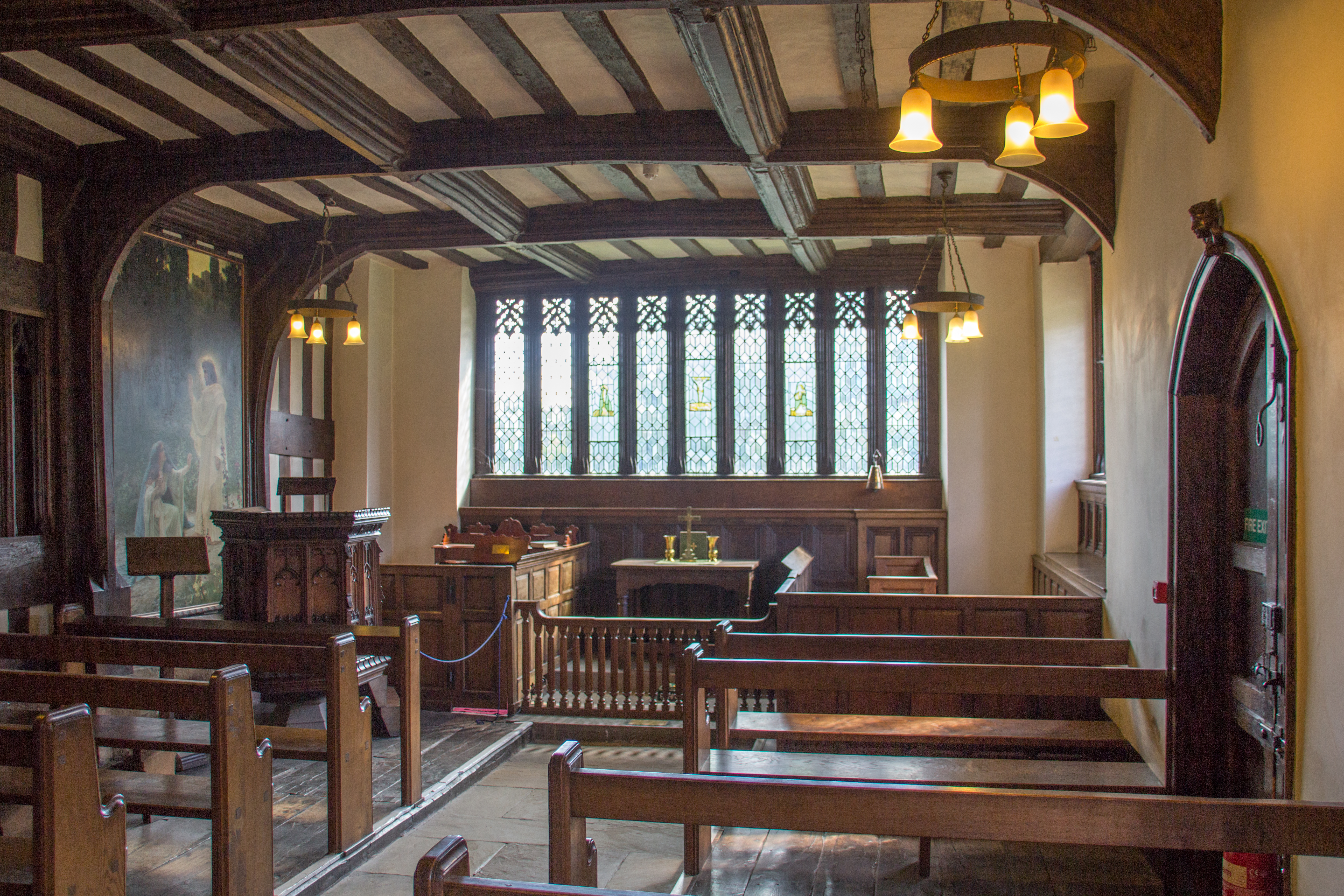
Kaple
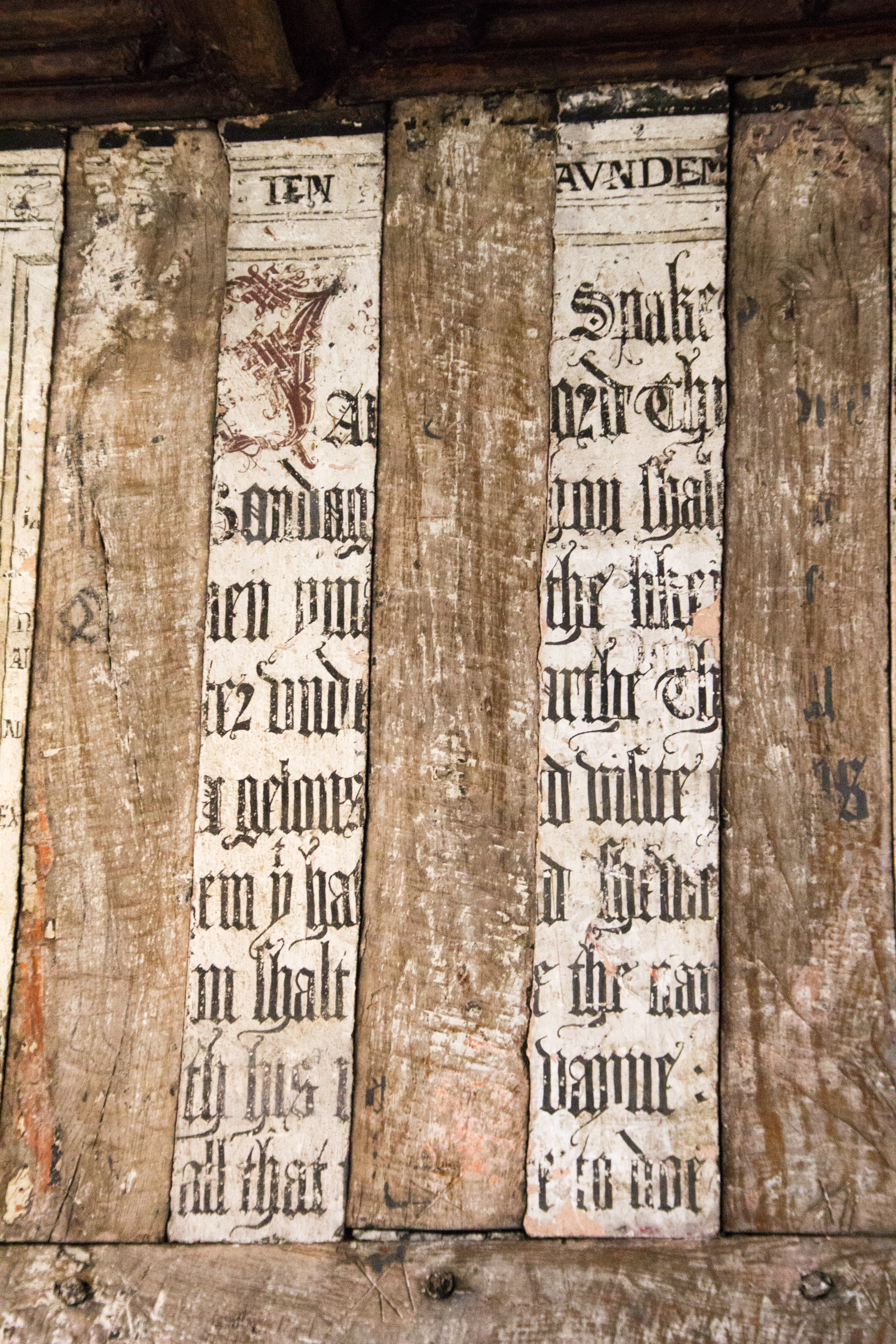
Desatero přikázání v kapli
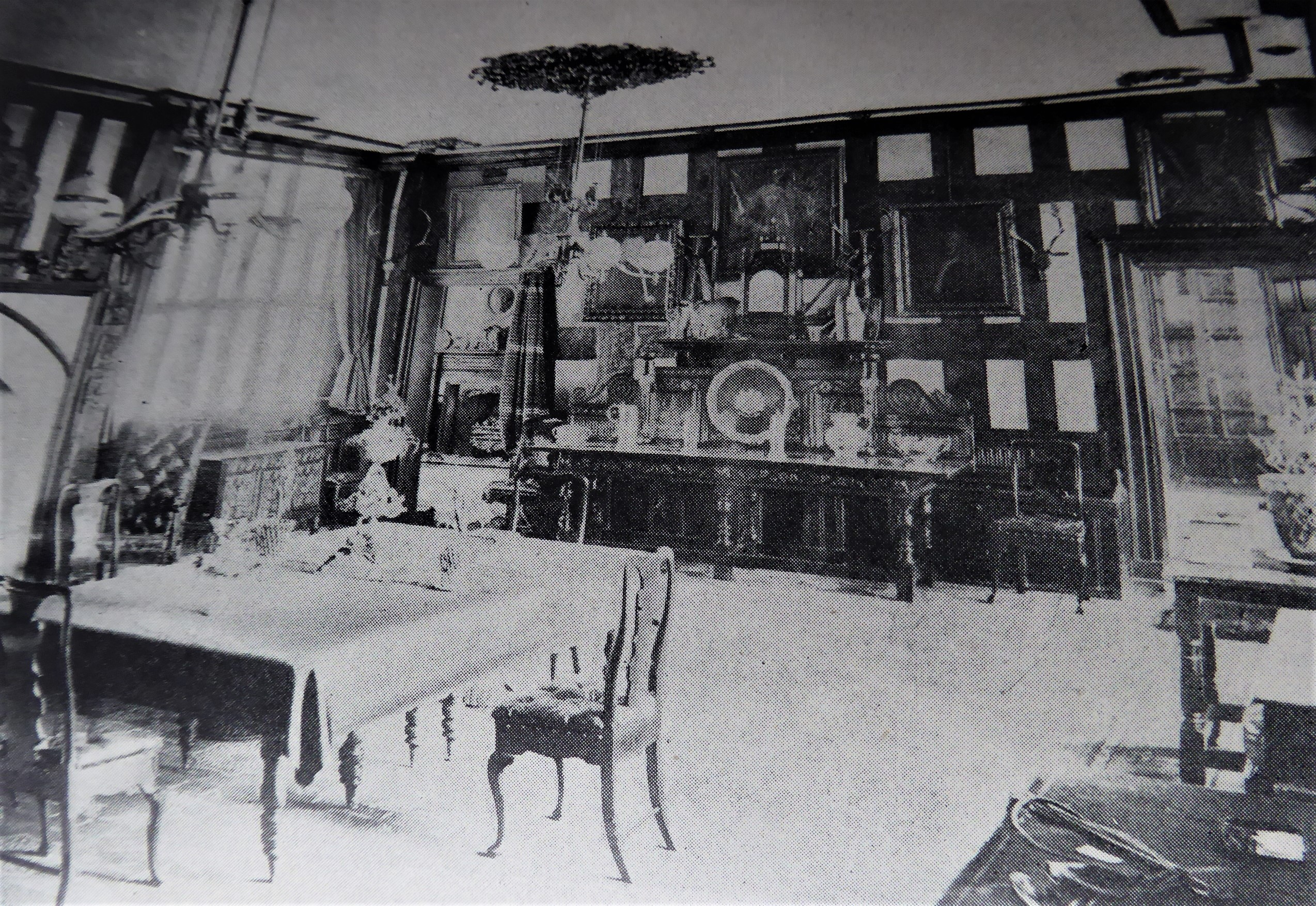
Velká jídelní místnost v roce 1895
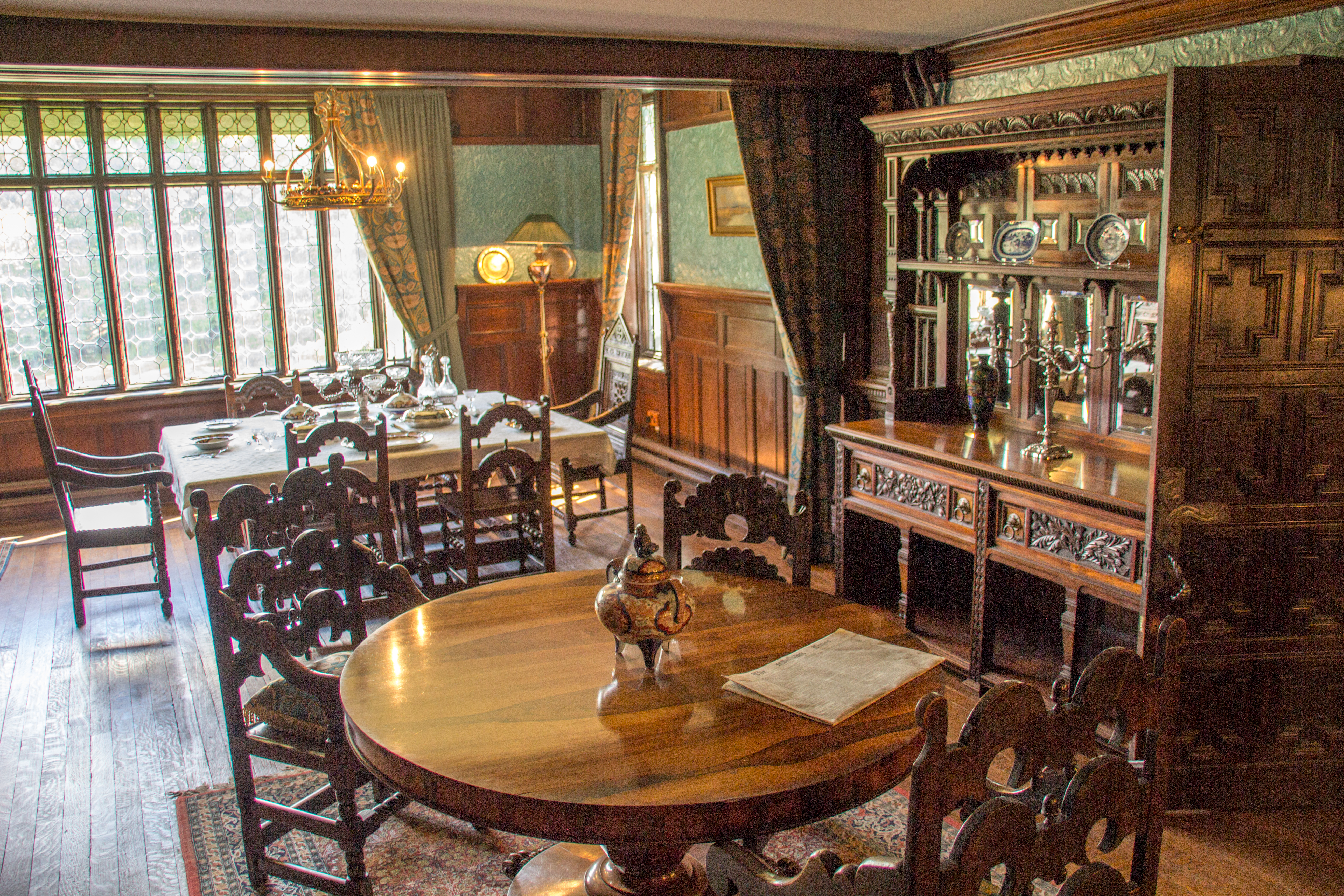
Jídelna
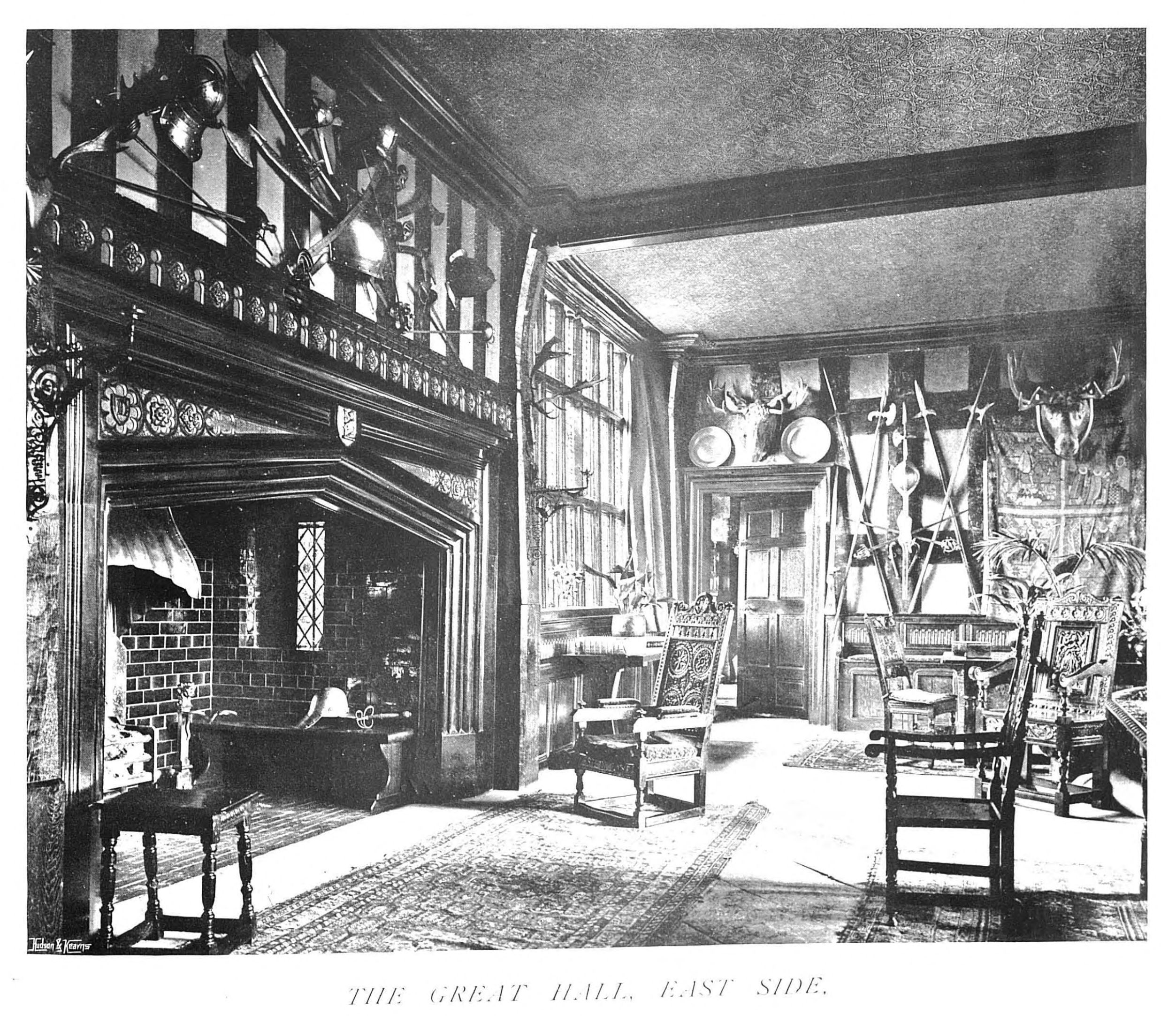
Velká místnost (The great hall)

## Okolí

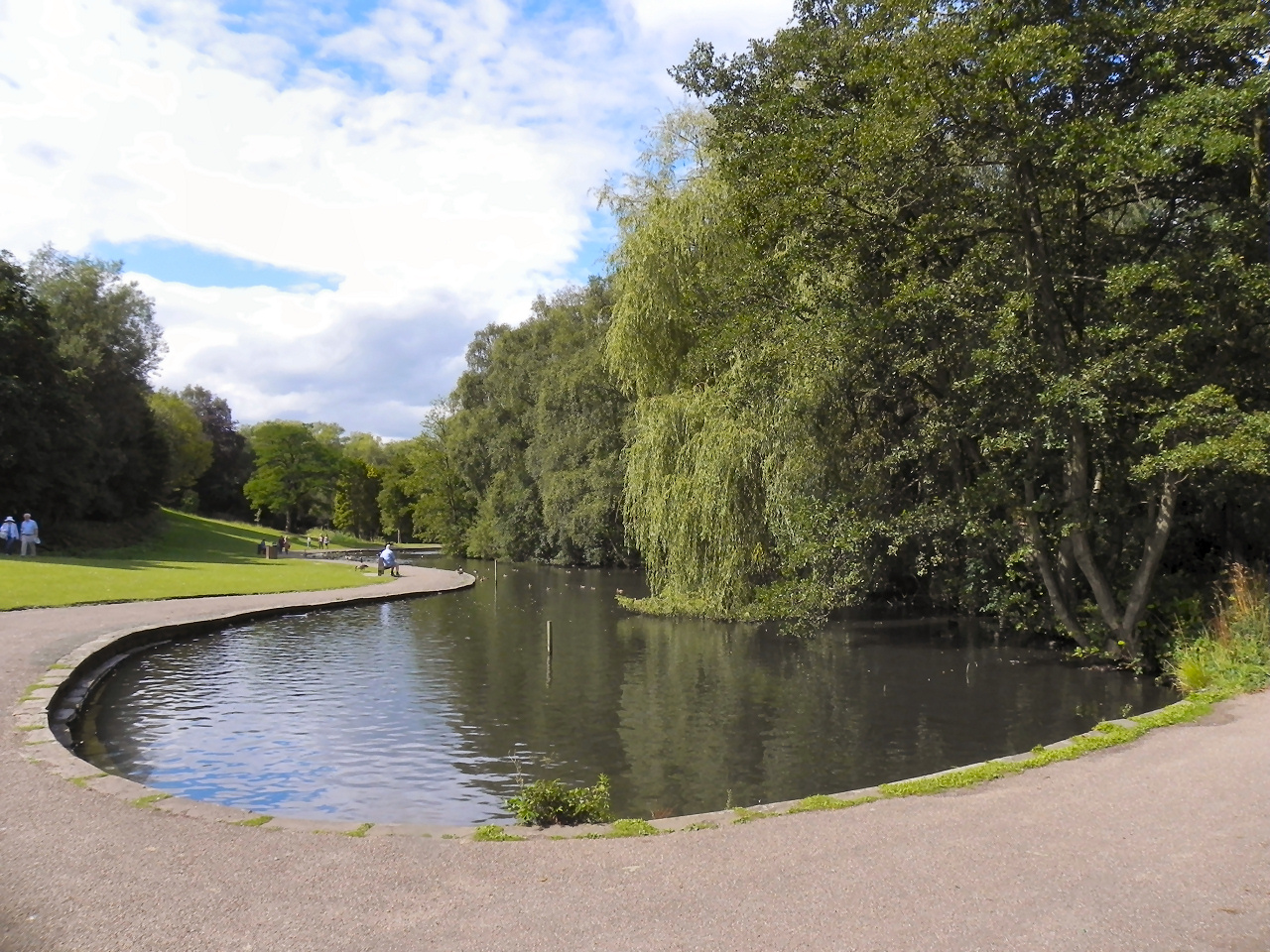
Část parku s umělým jezerem

Dům je obklopen přibližně 70 akrovým parkem, což je pouze část panství, jež k domu kdysi patřilo a které mělo rozlohu asi 2000 akrů. Park se využíval k lovu a byl tam chován dobytek, jeleni a koně, a to až do 17. století, kdy začal být obděláván. Parkem protékají dva potoky: Ladybrook, který se kousek za parkem mění na potok Micker, jenž se vlévá do řeky Mersey, a potok známý jako Carr Brook. V 80. letech 19. století Charles Nevill upravil pozemek v romantickém viktoriánském stylu, změnil tok Ladybrooku, výrazně doplnil stromy v parku a vytvořil umělé rybníky, které byly zarybněny pstruhy (i když se v nich již neloví). V roce 1888 byla přes park zřízena nová příjezdová cesta, o několik metrů jižněji od domu než cesta předchozí, a pod východním průčelím domu Nevill nechal zřídit terasy.
Park je přístupný veřejnosti a jeho součástí jsou lesní a travnaté plochy, zahrady, kavárna, kuželník a dětská hřiště.